# Погибија
„Погибија” је југословенски кратки филм из 1972. године. Режирао га је Здравко Велимировић који је написао и сценарио.

## Улоге
| Глумац                  | Улога |
| ----------------------- | ----- |
| Предраг Ћерамилац       |       |
| Божидар Павићевић Лонга |       |
| Слободан Цица Перовић   |       |
| Владан Живковић         |       |